# Marilza Cordeiro-Marino
Marilza Cordeiro-Marino (1939-1996) fue una ficóloga, botánica, curadora, y profesora brasileña.
En 1956, obtuvo una licenciatura en Historia natural, por la Universidad de São Paulo, la maestría en Biología Vegetal por la misma casa de altos estudios, en 1971; y, el doctorado por la Universidad de São Paulo, en 1974.
Fue investigadora de la Sección Ficología, del Instituto de Botánica Secretaria de Agricultura, SP.
Ocupó un cargo político estadual, como Secretaria de Ambiente, del estado de São Paulo.

## Algunas publicaciones
- s.m.p.b. Guimarães, m. Cordeiro-Marino, n. Yamaguishi-Tomita. 1981. Deep water Phaeophyceae and their epiphytes from northeastern and southeastern Brazil. Brazilian J. of Botany 4: 95-11
- Marilza Cordeiro-Marino. 1979. Cadastro de ficologistas. 32 pp. Ed. Grupo Latino Americano de Ficología
- --------------------------------------, noemy Yamaguishi-Tomita, Hiroshi Yabu. 1974. Nuclear Divisions in the Tetrasporangia of Acanthophora spicifera (Vahl) Borgesen and Laurencia papillosa (Forssk.) Grev. Bull. of the Fac. of Fisheries Hokkaido Univ. 25 (2): 79-81
- h. Yabu, m. Cordeiro-Marino, n. Yamaguishi-Tomita. 1974. Mitosis in two Brazilian species of Porphyra. Rickia 6: 21-25
- ----------------------, aylthon b. Joly, m. Cordeiro-Marino, n. Yamaguishi-Tomita. 1965. New marine algae from southern Brazil. Rickia (Serie Cryptogamica) 2: 159-181
- ----------------------, ------------------------------, -----------------------------, y. Ugadim, e. de Oliveira Filho, m.m. Ferreira. 1965. Additions to the marine flora of Brazil. V. Arq. Est. Biol. Mar. Univ. Ceará, 5: 65-78

### Capítulos de libros
- 1992. "Algae as biological indicatorsof water pollution". En: a. Cordeiro- Marino, m.t. Azevedo, c.l. Sant Anna, n. Yamaguishi-Tomita, e.m. Plastino (eds.) Algae and environment: a general approach: 34-52
- m. Cordeiro-Marino, n. Yamaguishi-Tomita, s.m.p.b. Guimaráes. 1984. Algas. 1.3. Algas marinhas bentónicas. Irr. Fidalgo, 0. & V.LR. Bononi (ds.) Técnicas de coleta, preservacao e herborizagao de material botanico. Instituto de Botânica

### Libros
- Marilza Cordeiro-Marino. 1992. Algae and Environment: A General Approach. 131 pp.
- --------------------------------------, joão Salvador Furtado, Yara Struffaldi De Vuono. 1980. Glossário de termos usuais em ecologia N.º 24 de Publicação ACIESP. Editor Secretaria da Indústria, Comércio Ciência e Tecnologia, Academia de Ciências do Estado de São Paulo, 159 pp.
- --------------------------------------. 1978. Rodoféas Bentônicas marinhas do estado de Santa Catarina. Editor Secretaria da agricultura, Inst. de botânica, 243 pp.

## Membresías
- de la Sociedad Brasileña de Ficología[6]
- de la Sociedad Internacional de Ficología[7]
- de la Sociedad Botánica del Brasil[8]